# Karl Dietl
Karl Dietl, ab 1870 Ritter von Dietl (* 14. April 1813 in Salzburg; † 4. März 1885 in München), war ein bayerischer Generalleutnant und Kommandeur der 4. Division.

## Leben

### Herkunft
Er war der Sohn des bayerischen Regimentsquartiermeisters im 2. Infanterie-Regiment „Kronprinz“ Fanz Xaver Dietl und dessen Frau Franziska, geborene Rensch.

### Militärkarriere
Dietl trat 1824 als Zögling in das Kadettenkorps ein und wurde am 11. August 1831 als Junker in das 5. Infanterie-Regiment der Bayerischen Armee übernommen. Am 1. Januar 1832 wurde er zum Unterleutnant befördert und am 6. Juni 1832 in das 1. Infanterie-Regiment „König“ versetzt. 1837/38 war Dietl Inspektionsoffizier im Kadettenkorps. Nach seiner Beförderung zum Oberleutnant am 25. Oktober 1842 wurde er am 4. Juni 1843 zum Regimentsadjutanten ernannt. Am 24. August 1848 erfolgte seine Beförderung zum Hauptmann II. Klasse und am 23. Dezember 1849 die zum Hauptmann I. Klasse. Seit dem 22. Juni 1857 Major und seit dem 22. Oktober 1861 Oberstleutnant im 2. Infanterie-Regiment, wurde Dietl, der bereits am 25. November 1863 das Ritterkreuz I. Klasse des Verdienstordens des Heiligen Michael erhalten hatte, am 31. März 1866 zum Oberst befördert.
Mit 2. Infanterie-Regiment kämpfte er 1866 im Krieg gegen Preußen unter anderem in den Gefechten von Rüdlingen (10. Juli), bei Helmstadt und bei Üttingen (25. Juli). Im Armeebefehl vom 20. August 1866 wurde Dietl namentlich für sein tapferes Verhalten während der Kämpfe belobigt und mit Armeebefehl vom 20. September 1866 mit dem Ritterkreuz I. Klasse des Militär-Verdienstordens ausgezeichnet.
Am 8. Januar 1869 wurde er zum Generalmajor befördert und zum Kommandeur der 1. Infanterie-Brigade ernannt, die er 1870/71 im Krieg gegen Frankreich führte. Er kämpfte mit seiner Brigade in den Schlachten bei Wörth (6. August 1870), Beaumont (30. August 1870), Sedan (1. September 1870), Orléans (11. Oktober 1870) und Coulmiers (9. November 1870). Mit Armeebefehl vom 30. August 1870 wurde Dietl für die Beteiligung an der Schlacht bei Wörth am 6. August mit dem Komturkreuz des Militär-Verdienstordens und für die siegreichen Kämpfe bei Sedan am 1. September mit dem Eisernen Kreuz II. Klasse ausgezeichnet. Ein zu Orléans am 8. November 1870 unter Vorsitz von General der Infanterie Ludwig von der Tann-Rathsamhausen abgehaltenes Kapitel des Militär-Max-Joseph-Ordens sprach sich einstimmig für die Aufnahme von Dietl in den Orden aus. Am 2. Dezember 1870 wurde ihm nach der schweren Verwundung des Generalleutnants von Stephan interimistisch das Kommando der 1. Infanterie-Division übertragen, die er bei der Besetzung von Orleans (4. Dezember) und in der folgenden Schlacht von Beaugency (8. Dezember) führte. Mit Armeebefehl vom 22. Dezember 1870 wurde er für sein tapferes Verhalten in der Schlacht bei Sedan durch die Erstürmung und erfolgreiche Besetzung des Dorfes Balau am 1. September 1870 mit dem Ritterkreuz dieses Ordens beliehen. Mit der Verleihung war die Erhebung in den persönlichen Adelstand verbunden und er durfte sich nach der Eintragung in die Adelsmatrikel Ritter von Dietl nennen.
Am 18. Januar 1871 wurde ihm die Erlaubnis zur Annahme und zum Tragen des Eisernen Kreuzes I. Klasse und am 8. Januar 1872 jene für das großherzoglich mecklenburgische Militärverdienstkreuz erteilt. Am 24. April 1873 erfolgte seine Beförderung zum Generalleutnant und Ernennung zum Kommandeur der 4. Division. Am 19. April 1875 wurde Generalleutnant Dietl, mit Genehmigung seines Abschiedsgesuches und in Anerkennung seiner langjährigen treuen Dienste, unter Verleihung des Ritterkreuzes des Verdienstordens der Bayerischen Krone, mit Pension zur Disposition gestellt.
Karl Ritter von Dietl starb am 4. März 1885, im Alter von 71 Jahren, in München. Er wurde auf dem alten Münchener Südfriedhof bestattet, sein Grab ist erhalten.